# Matilda Engleska
Matilda Engleska (dvorac Windsor, 1156. – Braunschweig, 28. lipnja 1189.) bila je engleska princeza te vojvotkinja Saske i Bavarske.
Matilda je bila kći engleskog kralja Henrika II. i Eleonore Akvitanske. Imala je dvije starije polusestre, Mariju i Alix, a bila je sestra Henrika Mladog, Rikarda Lavljeg Srca, princa Geoffreya, Ivana bez Zemlje. Svoju je mladost provela pokraj svoje majke. Dobila je ime po svojoj baki, carici Matildi.
1. 2. 1168. Matilda se udala za Henrika Lava. Njihova su djeca bila:
- Matilda
- Henrik V., grof
- Lotar
- Oton IV.
- Vilim (oženjen za Helenu Dansku)

Neki izvori navode još djece:
- Eleonora
- Ingibiorg
- sin

Henrik i Matilda pobjegli su na dvor njezina oca. U nju se zaljubio trubadur Bertran de Born, koji ju je zvao "Lana" ili "Elena".